# Чаффі (округ, Колорадо)
Шаблон:StateAbbr_ 38°44′ пн. ш. 106°11′ зх. д. / 38.74° пн. ш. 106.18° зх. д.
Округ Чаффі (англ. Chaffee County) — округ (графство) у штаті Колорадо, США. Ідентифікатор округу 08015.

## Історія
Округ утворений 1879 року.

## Демографія
За даними перепису 
2000 року 
загальне населення округу становило 16242 осіб, зокрема міського населення було 9977, а сільського — 6265.
Серед мешканців округу чоловіків було 8637, а жінок — 7605. В окрузі було 6584 домогосподарства, 4362 родин, які мешкали в 8392 будинках.
Середній розмір родини становив 2,77.
Віковий розподіл населення поданий у таблиці:
| Стать    | До 15 років | 15-21 | 22-29 | 30-39 | 40-49 | 50-65 | 65-85 | Понад 85 |
| -------- | ----------- | ----- | ----- | ----- | ----- | ----- | ----- | -------- |
| Чоловіки | 1288        | 826   | 1093  | 1245  | 1376  | 1558  | 1171  | 80       |
| Жінки    | 1253        | 554   | 452   | 961   | 1315  | 1559  | 1321  | 190      |

## Суміжні округи
- Лейк — північ
- Парк — північний схід
- Фремонт — південний схід
- Савоч — південь
- Ганнісон — захід
- Піткін — північний захід

## Виноски
1. ↑  U.S. Decennial Census. United States Census Bureau. Архів оригіналу за 26 квітня 2015. Процитовано 7 червня 2014.
2. ↑  Historical Census Browser. University of Virginia Library. Архів оригіналу за 11 серпня 2012. Процитовано 7 червня 2014.
3. ↑  Population of Counties by Decennial Census: 1900 to 1990. United States Census Bureau. Архів оригіналу за 31 липня 2014. Процитовано 7 червня 2014.
4. ↑  Census 2000 PHC-T-4. Ranking Tables for Counties: 1990 and 2000 (PDF). United States Census Bureau. Архів оригіналу (PDF) за 18 грудня 2014. Процитовано 7 червня 2014.
5. ↑  State & County QuickFacts. United States Census Bureau. Архів оригіналу за 8 липня 2011. Процитовано 25 січня 2014. [Архівовано 2011-06-06 у Wayback Machine.](англ.) Наведено за англійською вікіпедією.
6. ↑  American FactFinder. Бюро перепису населення США. Архів оригіналу за 26 лютого 2012. Процитовано 31 січня 2008. [Архівовано 2008-05-21 у Wayback Machine.]

| США | Це незавершена стаття з географії США. Ви можете допомогти проєкту, виправивши або дописавши її. |